# Creagrutus runa
Creagrutus runa és una espècie de peix de la família dels caràcids i de l'ordre dels caraciformes. Els adults poden assolir fins a 6,3 cm de llargària total. Viu en zones de clima tropical.
Es troba a la conca del  riu Negro a Sud-amèrica:.